# 't Veld
't Veld (52° 44′ N, 4° 51′ L) é uma cidade dos Países Baixos, na província de Holanda do Norte. 't Veld pertence ao município de Hollands Kroon, e está situada a 8 km, a norte de Heerhugowaard.
Em 2001, a cidade de 't Veld tinha 1577 habitantes. A área urbana da cidade é de 0.34 km², e tem 563 residências.
A área de 't Veld, que também inclui as partes periféricas da cidade, bem como a zona rural circundante, tem uma população estimada em 2120 habitantes.